# Jeribe
O jeribe ou djeribe é uma unidade de medida agrária tradicional no Oriente Médio e no Sudoeste da Ásia. É uma unidade de área usada para medir propriedades de terra (bens imobiliários), praticamente da mesma maneira que o acre e o hectare o são. Como a maioria das unidades de medida tradicionais, o jeribe originalmente variava substancialmente de um local para outro; no entanto, no século XX, a unidade foi definida - ainda que não de maneira uniforme, porém regionalmente. Em diversos países onde ele era usado tradicionalmente, costuma ser igualado hoje em dia ao hectare, como por exemplo, na Turquia e no Irã. No Afeganistão, no entanto, ele foi padronizado como um quinto de um hectare (2000 metros quadrados ou 0,494 acres).
O jeribe era aproximadamente equivalente a outras unidades de medidas do sul da Ásia e Oriente Médio, como a bigha indiana e o iku sumério, que variavam entre 1600 e 3600 m². O termo jeribe provavelmente vem do árabe. O território real, em Ispaão, na antiga Pérsia (atual Irã) chamava-se Hazar Jeribe devido ao tamanho da terra irrigada em acres, "Mil Jeribes".